# Приключения в Ню Йорк
„Приключения в Ню Йорк“ е американски филм от 2004 година.

## Сюжет
Джейн (Ашли Олсън) и Рокси Райън (Мери-Кейт Олсън) са близначки с коренно различен характер. Джейн е педантична, мрази безпорядъка и има ясен план за бъдещето си – ще влезе със стипендия в Оксфорд, за да е на стотици километри разстояние от откачената си сестра. Рокси е изключително разхвърляна, интересува само от рок музика и често бяга от училище, за да се упражнява с бандата си, където свири на барабани. Единственото общо между двете е крайната им цел – да стигнат до Ню Йорк, където Джейн трябва да направи презентация, за да спечели стипендията, а Рокси ще участва в клип на Simple Plan и ще се опита да даде свой запис на продуцентите им. Серията от злополучни инциденти по пътя помага на близначките да преодолеят различията помежду си и да открият нови сърдечни трепети в лицето на непокорния син на Сенатор Лайптън – Трей (Джаред Падалеки) и симпатичния колоездач Джим (Райли Смит).

## Успех
„Приключения в Ню Йорк“ се сблъсква със силното неодобрение на критиците. Ричард Ройпер оцени филма с палци, сочещи надолу в телевизионото си шоу, а зрителската оценка е повече от ниска.

Филмът претърпява неуспех и в бокс офиса. За първия уикенд печели само 5,96 милиона, което е в топ 5 на най-ниските продажби за филм, излъчван в над 3000 кина. Общите доходи от „Приключения в Ню Йорк“ са 21,29 милиона долара в страната и чужбина и дори не могат да покрият бюджета на продукцията.

## Дублаж
На 10 януари 2009 г. Нова телевизия излъчва филма с български дублаж за телевизията. Дублажът е от „Арс Диджитал Студио“, чийто име не се споменава. Екипът се състои от:
| Преводач            | Любен Марковски                                             |
| Режисьор на дублажа | Венета Маринова                                             |
| Тонрежисьор         | Михаил Михайлов                                             |
| Озвучаващи артисти  | Здрава Каменова Юлия Станчева Камен Асенов Здравко Методиев |

В България филмът е излъчен през 2014 г. по bTV с български войсоувър дублаж. Екипът се състои от:
| Озвучаващи артисти  | Мими Йорданова Силви Стоицов Камен Асенов Илиян Марков Йорданка Илова |
| Преводач            | Радостина Стойчева                                                    |
| Тонрежисьор         | Радослав Колев                                                        |
| Режисьор на дублажа | Чавдар Монов                                                          |